# Dekanat Jabłonka
Dekanat Jabłonka – jeden z 45 dekanatów w rzymskokatolickiej archidiecezji krakowskiej.
Obszar dekanatu leży w historycznym regionie Orawy, które od średniowiecza podlegało Królestwu Węgier i tamtejszej strukturze kościelnej. Najstarszą parafią jest Orawka erygowana w 1651, w okresie kiedy na Orawie panował luteranizm. Miejscowość stała się ośrodkiem rekatolicyzacji Górnej Orawy. Formalnie obszar Orawy podlegał archidiecezji ostrzyhomskiej, a od 1776 wydzielonej z niej diecezji spiskiej. W 1920 do Polski przyłączono część Orawy z 9 parafiami: Orawka (erygowana w 1651), Podwilk (1687), Zubrzyca Górna (1714), Piekielnik (1749), Lipnica Wielka (1769), Chyżne (1787), Jabłonka (1787), Podszkle (1803) i Lipnica Mała (1919). Podporządkowano je następnie diecezji krakowskiej (od 1925 archidiecezji).

## Parafie
W skład dekanatu wchodzi 12 parafii:
- parafia św. Anny – Chyżne
- parafia Przemienienia Pańskiego – Jabłonka
- parafia św. Brata Alberta -  – Jabłonka
- parafia św. Stefana – Lipnica Mała
- parafia św. Łukasza Ewangelisty – Lipnica Wielka
- parafia św. Jadwigi Królowej – Lipnica Wielka (sołectwo Murowanica)
- parafia św. Jana Chrzciciela – Orawka
- parafia św. Jakuba Apostoła – Piekielnik
- parafia św. Jana Pawła II – Podsarnie
- parafia św. Rozalii – Podszkle
- parafia św. Marcina – Podwilk
- parafia MB Szkaplerznej – Zubrzyca Dolna
- parafia św. Michała Archanioła – Zubrzyca Górna

## Sąsiednie dekanaty
Czarny Dunajec, Jordanów, Maków Podhalański, Rabka